# Гагарин (Смоленска област)
Гагарин (рус. Гагарин) град је у европском делу Руске Федерације и административни центар Гагаринског рејона на крајњем североистоку Смоленске области.
Према процени националне статистичке службе, у граду је 2014. живело 30.230 становника што је око 65% целокупне популације припадајућег му рејона.
Град је до 1968. носио име Гжат, а садашње име добио је у част великог совјетског космонаута Јурија Гагарина који је рођен управо у овом граду (пореклом из оближњег села Клушино).

## Географија
Гагарин је смештен у централном делу истоименог рејона, на крајњем североистоку Смоленске области. Лежи на обалама реке Гжат (притока Вазузе и део слива реке Волге) која протиче кроз сами центар града. Налази се на око 180 километара југозападно од главног града земље Москве и на око 240 километара североисточно од административног центра области, града Смоленска.

## Историја
Насељено место под именом Гжатск у писаним изворима први пут се помиње 1705. године, а име потиче од истоимене реке на чијим обалама се насеље развило. Одлуком императора Петра Великог из 1719. цело насеље је преображено у речну трговачку луку под именом Гжатскаја пристањ (рус. Гжатская пристань), а од средине XVIII века и као Гжатска слобода (Гжатская слобода). Насеље је одлуком Катарине Велике из 1776. добило службени статус окружног града и добило је властити грб.
Град је носио име Гжатск све до 1968. када је преимован на садашњи назив у част совјетског космонаута Јурија Гагарина који се ту родио 1934. године, а погинуо управо 1968. године.

## Становништво
Према подацима са пописа становништва 2010. у граду је живело 31.721 становника, док је према проценама за 2014. град имао 30.230 становника.
| 1897. | 1959. | 1970.  | 1989.  | 2002.  | 2010.  | 2014.  |
| ----- | ----- | ------ | ------ | ------ | ------ | ------ |
| 6.300 | 9.900 | 15.715 | 28.867 | 28.789 | 31.721 | 30.230 |

## Знаменити
- Николаj Носков – ручки музичар

## Партнерски градови
Град Гагарин има потписане уговоре о пријатељству и сарадњи са следећим градовима:
- Ратинген, Немачка (од 1998)
- Можајск, Русија (од 2001)
- Барисав, Белорусија
- Крупки, Белорусија